# Marie Benešová
Marie Benešová (17. dubna 1948 Praha – 11. listopadu 2024) byla česká právnička (bývalá státní zástupkyně, advokátka) a politička, bývalá členka České strany sociálně demokratické. Od července 2013 do ledna 2014 byla ministryní spravedlnosti ve vládě Jiřího Rusnoka, v letech 2013–2017 byla poslankyní za ČSSD. Od dubna 2019 do prosince 2021 byla opět ministryně spravedlnosti ČR, tentokrát však jako nestranička za hnutí ANO ve druhé vládě Andreje Babiše.

## Životopis
V roce 1966 maturovala na SVVŠ a v roce 1971 absolvovala studium práv na Právnické fakultě Univerzity Karlovy v Praze. Od ukončení studia až do roku 1991 pracovala na okresní prokuratuře na Kladně, nejprve jako právní čekatelka, později jako prokurátorka v oblasti obecné kriminality, zejména násilné trestné činnosti, později jako prokurátorka-specialistka v oblasti dopravy. V té době dle vlastního životopisu dvakrát odmítla vstoupit do KSČ.[zdroj⁠?!]
V roce 1994 se stala státní zástupkyní Vrchního státního zastupitelství v Praze, ale na jaře 1996 na funkci rezignovala a otevřela si v Kladně advokátní kancelář. V lednu 1999 jí ministr spravedlnosti Otakar Motejl nabídl funkci nejvyšší státní zástupkyně, kterou zastávala od 15. ledna 1999 až do 29. září 2005, kdy byla na návrh ministra Pavla Němce odvolána z funkce vládou Jiřího Paroubka. Po odvolání se vrátila do advokacie, kde působila až do své náhlé smrti.[zdroj⁠?!]
V roce 2006 kandidovala za ČSSD v Chomutově do Senátu. S kampaní jí pomáhala tehdejší náměstkyně primátorky Chomutova Jana Vaňhová a její partner Roman Houska.
V letech 2006–2010 působila ve stínové vládě České strany sociálně demokratické jako stínová ministryně spravedlnosti, třebaže zpočátku nebyla členkou ČSSD (a nikdy ani žádné jiné politické strany). Do ČSSD vstoupila v roce 2007.
V roce 2009 podepsala hejtmanka Jana Vaňhová za Ústecký kraj smlouvu na poskytování právních služeb s advokátní kanceláří Benešová, Beránek, Bláha. Benešová pak mimo jiné zpracovala trestní oznámení za údajné poškození dobrého jména Ústeckého kraje na Leo Steinera, který upozornil na rozkrádání evropských dotací v kauze ROP Severozápad. Vaňhová je nyní[kdy?] spolu s dalšími 23 lidmi obviněna z poškozování finančních zájmů Evropské unie. Benešová vypracovala i žalobu na Alenu Dernerovou, která upozornila na předražené zakázky pro Krajskou zdravotní. Žaloba byla stažena poté, co audit ministerstva financí ukázal, že nákup zdravotní techniky skutečně o třetinu předražila, a Brusel zažádal o navrácení více než sto milionů korun. Kancelář Benešové zpracovala i analýzu k projektu Propagace rekultivovaných a revitalizovaných území v Ústeckém kraji, který měl na starost bývalý náměstek Vaňhové Pavel Kouda (ČSSD). Benešová doporučila v projektu pokračovat i poté, co v něm kontrola Ministerstva financí našla závažné nesrovnalosti. Útvar pro odhalování organizovaného zločinu obvinil v červenci 2012 tři úředníky ROP Severozápad včetně Koudy. Ministerstva financí a pro místní rozvoj budou požadovat náhradu škody přes 300 milionů korun.
Proslula výrokem o „justiční mafii“, za jejíž součást označila řadu osob včetně nejvyšší státní zástupkyně Renaty Vesecké, exministra Pavla Němce ad. v souvislosti s jejich působením v kauze Jiřího Čunka. Za výrok ji tato skupina lidí žalovala a požadovala od ní omluvu. Po několikerém odvolání vynesl Vrchní soud v Praze 6. března 2011 rozsudek, že se Benešová musí žalobcům omluvit a za náklady řízení zaplatit 391 718 korun. Benešová však podala dovolání k Nejvyššímu soudu, který rozsudek Vrchního soudu zrušil. Omlouvat se tak nakonec nemusela. Vzhledem k tomu, že tak kvůli rozsudku nižšího soudu již dříve učinila, se obě strany dohodly, že Benešová omluvu nebude brát zpět a žalobci jí vrátí 370 000 Kč, které jim musela již dříve vyplatit.
Dne 19. března 2011 byla na 36. sjezdu ČSSD v Brně zvolena místopředsedkyní strany, na 37. sjezdu ČSSD funkci místopředsedkyně strany neobhájila.
V červnu 2013 Jiří Rusnok oznámil, že si ji vybral do své vlády jako ministryni spravedlnosti. Kvůli účasti ve vládě Jiřího Rusnoka hrozilo Marii Benešové vyloučení z ČSSD. Na doporučení středočeské ČSSD pak 3. července 2013 oznámila, že v den jmenování do funkce přeruší své členství v ČSSD. Dne 10. července 2013 byla jmenována ministryní spravedlnosti a zároveň se stala předsedkyní Legislativní rady vlády, kde se jejím zástupcem a zároveň výkonným šéfem stal dosavadní ministr a předseda Legislativní rady vlády Petr Mlsna.
Ve volbách do Poslanecké sněmovny PČR v roce 2013 kandidovala v Ústeckém kraji na 5. místě kandidátky ČSSD. Aby však mohla být na kandidátce, musela vystoupit z ČSSD (a ne mít jen přerušené členství), protože nesplňovala podmínku členství ve straně po dobu šesti let. Následně využila postupu dle stanov strany, kdy jí byla udělena výjimka předsednictvem strany jakožto nestraníkovi. Byla zvolena z prvního místa díky preferenčním hlasům.
Patřila k lidem, kteří měli blízko k prezidentovi Miloši Zemanovi. Otevřeně jej podporovala už ve volbě hlavy státu v roce 2013, ačkoli tehdy ČSSD měla vlastního kandidáta. Roku 2013 byla jmenována poradkyní Miloše Zemana, spolu s Vratislavem Mynářem, místopředsedou SPOZ Martinem Nejedlým, Jiřím Rusnokem a Františkem Čubou.
Na začátku dubna 2017 oznámila, že nebude kandidovat ve volbách do Poslanecké sněmovny PČR v říjnu 2017. Po volbách odešla z politiky, vadilo jí prý tehdejší vedení ČSSD.

### Ministryně spravedlnosti v Babišově vládě
V dubnu 2019 na post ministra spravedlnosti ČR ve druhé vládě Andreje Babiše rezignoval Jan Kněžínek a bylo oznámeno, že Benešová se stane jeho nástupkyní. Dne 30. dubna 2019 ji prezident Miloš Zeman skutečně do funkce jmenoval, a to i přes protesty tisíců lidí, které se konaly v českých městech o den dříve. Síla odporu ji dle vlastních slov překvapila.
Několik dní po nástupu do funkce oznámila, že uvažuje o zrušení vrchních soudů a vrchních státních zastupitelství v Praze a Olomouci. Dne 6. května 2019 se stala také předsedkyní Legislativní rady vlády, opět se však proti ní konaly protesty s účastí několika tisíc lidí. Demonstranti mimo jiné skandovali heslo „Nejsme děti!“, které odkazovalo na ani ne týden staré vyjádření Benešové, které znělo: „Včera jsem viděla na náměstí mladé lidi a troufám si odhadnout, že kolikrát ani nerozeznají rozdíl mezi státním zástupcem a soudcem.“ Protestující tak odkazovali na projev vedoucího tajemníka Městského výboru KSČ v Praze Miroslava Štěpána během sametové revoluce v listopadu 1989.
Ještě jako poradkyně prezidenta Miloše Zemana pro justici zpracovala studii, v níž tvrdila, že si lze v Česku objednat trestní stíhání. Zveřejnění této studie však odmítla. Možnost objednání si trestního stíhání v ČR však následně vyloučil nejvyšší státní zástupce Pavel Zeman.
Po usnesení Ústavního soudu, který zrušil část volebního zákona pro porušení rovnosti volebního práva a šancí kandidujících stran, nařkla Benešová bez důkazů soudce ÚS z nečestných pohnutek a z účelovosti ve snaze zopakovat svůj mandát. Toto obvinění důrazně odmítla Soudcovská unie.

### Úmrtí
Ještě 28. září 2024 se zúčastnila oslavy 80. narozenin bývalého prezidenta ČR Miloše Zemana v Hluboké nad Vltavou. Zemřela 11. listopadu 2024 ve věku 76 let, podle informací Blesku zemřela na infarkt, prodělaný několik týdnů po covidu-19 s těžkým průběhem.